# Stellaria gyangtsensis
Stellaria gyangtsensis är en nejlikväxtart som beskrevs av Frederic Newton Williams. Stellaria gyangtsensis ingår i släktet stjärnblommor, och familjen nejlikväxter. Inga underarter finns listade i Catalogue of Life.